# Kościół Marii Panny Wspomożycielki Wiernych – Maria Hilf
Kościół Marii Panny Wspomożycielki Wiernych – Maria Hilf (czes. Kostel Panny Marie Pomocné – Maria Hilf) – kościół i miejsce odpustowe, zlokalizowane w czeskiej części Gór Opawskich, na wschodnim zboczu zalesionej Góry Poprzecznej, w południowej części Zlatých Hor.

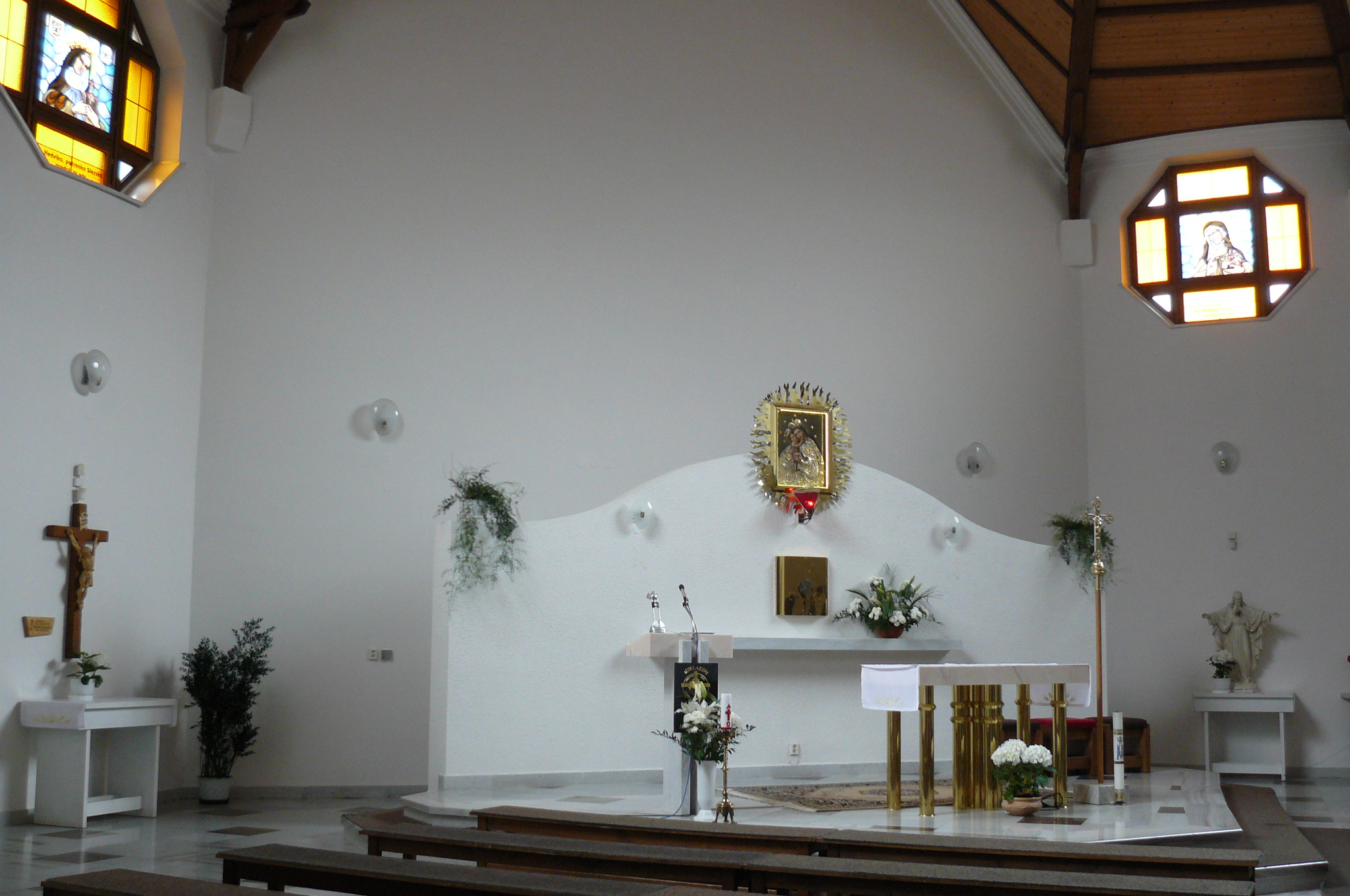
Wnętrze z obrazem

Okolica jest starym terenem górniczym. W 1647 chronili się tutaj uchodźcy przed wojskami szwedzkimi plądrującymi niżej położone tereny. Później objawiła się w tym miejscu przypadkowemu przechodniowi Matka Boska, co upamiętniono drewnianą kaplicą, następnie zastąpioną kościołem murowanym. Świątynię zburzono na polecenie komunistycznych władz w 1973 roku. Po aksamitnej rewolucji do 1995 obiekty odbudowano, m.in. dzięki datkom wiernych z Czech i zagranicy. Kamień węgielny poświęcony został przez papieża Jana Pawła II. Kościół został konsekrowany przez  arcybiskupa Jana Graubnera 23 września 1995 roku.  
Do kościoła prowadzi droga krzyżowa z szosy i parkingu zlokalizowanych poniżej. Poniżej samej świątyni bije natomiast źródło, którego woda uchodzi za cudowną lub leczniczą. Kapliczka nad źródłem jest jedyną pozostałą, oryginalną budowlą z pierwotnego założenia zburzonego przez komunistów. Inną pamiątką przeszłości jest krucyfiks złożony z pozostałości krzyży zniszczonych w latach 1956–1973.

## Galeria

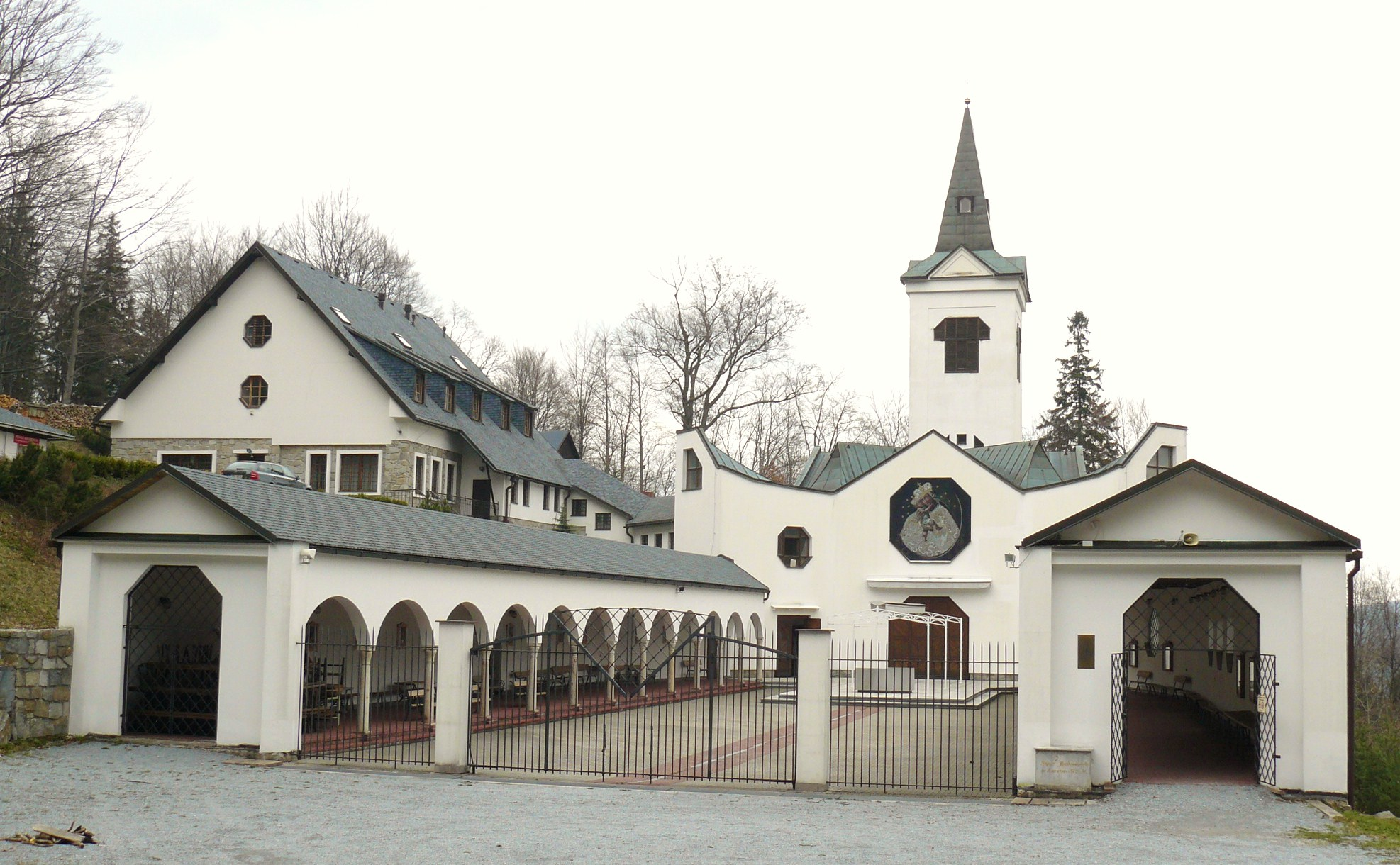
Kościół i dziedziniec odpustowy
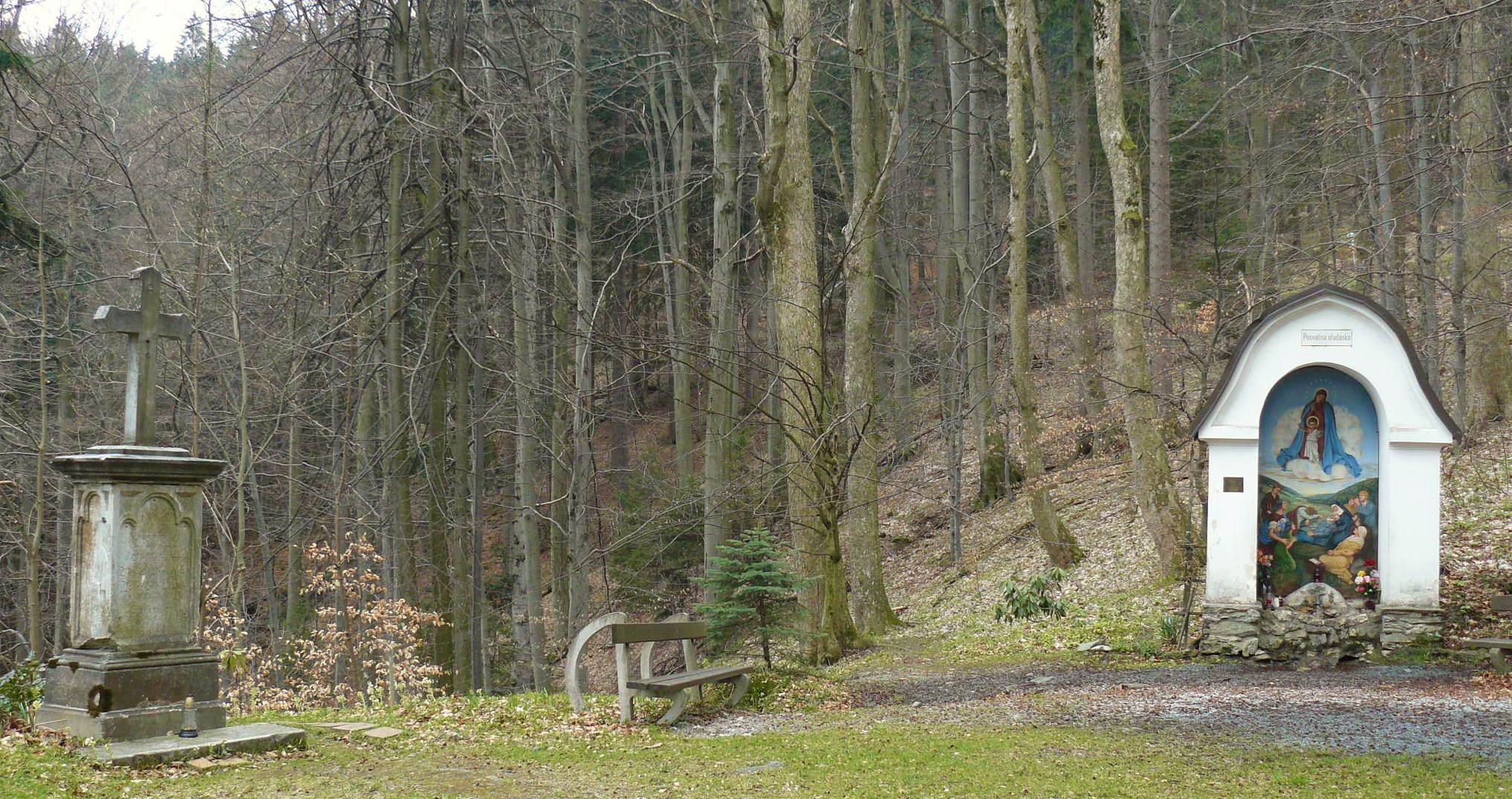
Krucyfiks i źródełko z kapliczką